# Mark Rivituso
Mark Steven Rivituso (ur. 20 września 1961 w Saint Louis, Missouri) – amerykański duchowny katolicki, w latach 2017–2025 biskup pomocniczy St. Louis, arcybiskup metropolita archidiecezji Mobile (nominat).

## Życiorys
Święcenia kapłańskie otrzymał w dniu 16 stycznia 1986 i został inkardynowany do archidiecezji St. Louis. Pracował przede wszystkim jako duszpasterz parafialny, był także m.in. wikariuszem sądowym oraz wikariuszem generalnym archidiecezji.
7 marca 2017 papież Franciszek biskupem pomocniczym St. Louis ze stolicą tytularną Turuzi. Sakry udzielił mu 2 maja 2017 arcybiskup Robert Carlson.
1 lipca 2025 papież Leon XIV mianował go arcybiskupem metropolitą archidiecezji Mobile.